# San Bartolo el Viejo
San Bartolo el Viejo är en ort i Mexiko.   Den ligger i kommunen Zinacantepec och delstaten Mexiko, i den sydöstra delen av landet, 70 km väster om huvudstaden Mexico City. San Bartolo el Viejo ligger 2 890 meter över havet och antalet invånare är 3 312.
Terrängen runt San Bartolo el Viejo är kuperad åt nordväst, men åt sydost är den platt. Runt San Bartolo el Viejo är det tätbefolkat, med 493 invånare per kvadratkilometer. Närmaste större samhälle är Toluca, 17,9 km öster om San Bartolo el Viejo. Trakten runt San Bartolo el Viejo består till största delen av jordbruksmark.